# منتزلياوات
المنتزلياوات (الاسم العلمي: Mentzelioideae) هي أسرة من النباتات تتبع الفصيلة اللواسية من رتبة القرانيات.

## أجناس
- المنتزلية